# Clarkia amoena
Clarkia amoena (godesia) es una planta anual nativa del oeste de Norteamérica, se encuentra desde la costa de la Columbia Británica en colinas y montañas hasta el sur de la Bahía de San Francisco.

## Descripción
Es una planta anual de crecimiento que alcanza 1 m de altura, con delgadas y lineales hojas de 2-7 cm de largo y 2.6 mm de ancho. Las flores son de color rosa a púrpura pálido, con cuatro pétalos grandes de 1,5-6 cm de largo. El fruto es una cápsula seca, que se abre al madurar para liberar las numerosas semillas.
Tres subespecies son reconocidas actualmente, aunque formas intermedias se encuentran comúnmente:
- Clarkia amoena subsp. amoena
- Clarkia amoena subsp. huntiana
- Clarkia amoena subsp. whitneyi (Whitney's Farewell to Spring)

Se cultiva como planta ornamental y varias variedades cultivadas son conocidas.

## Galería

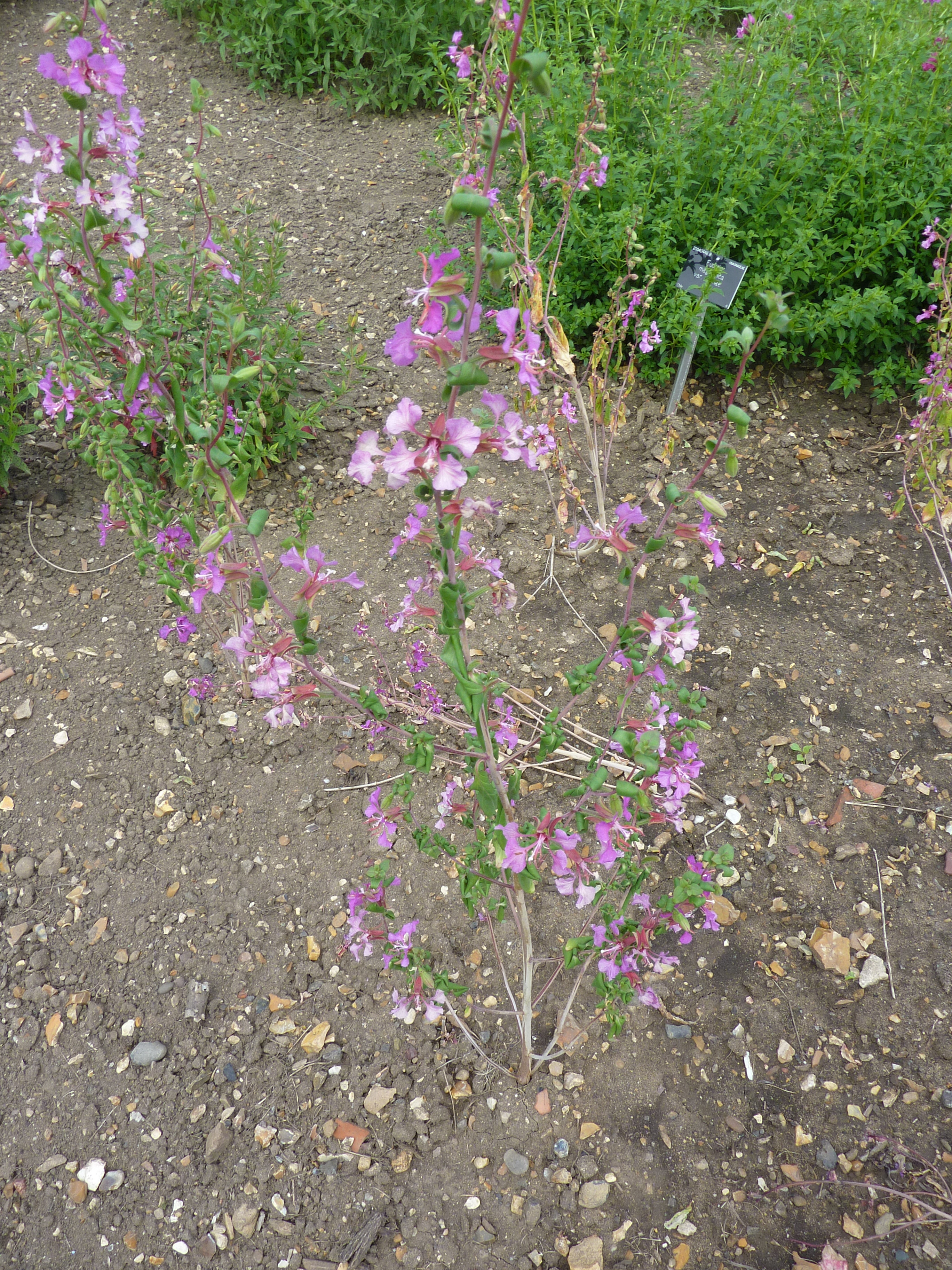
Planta
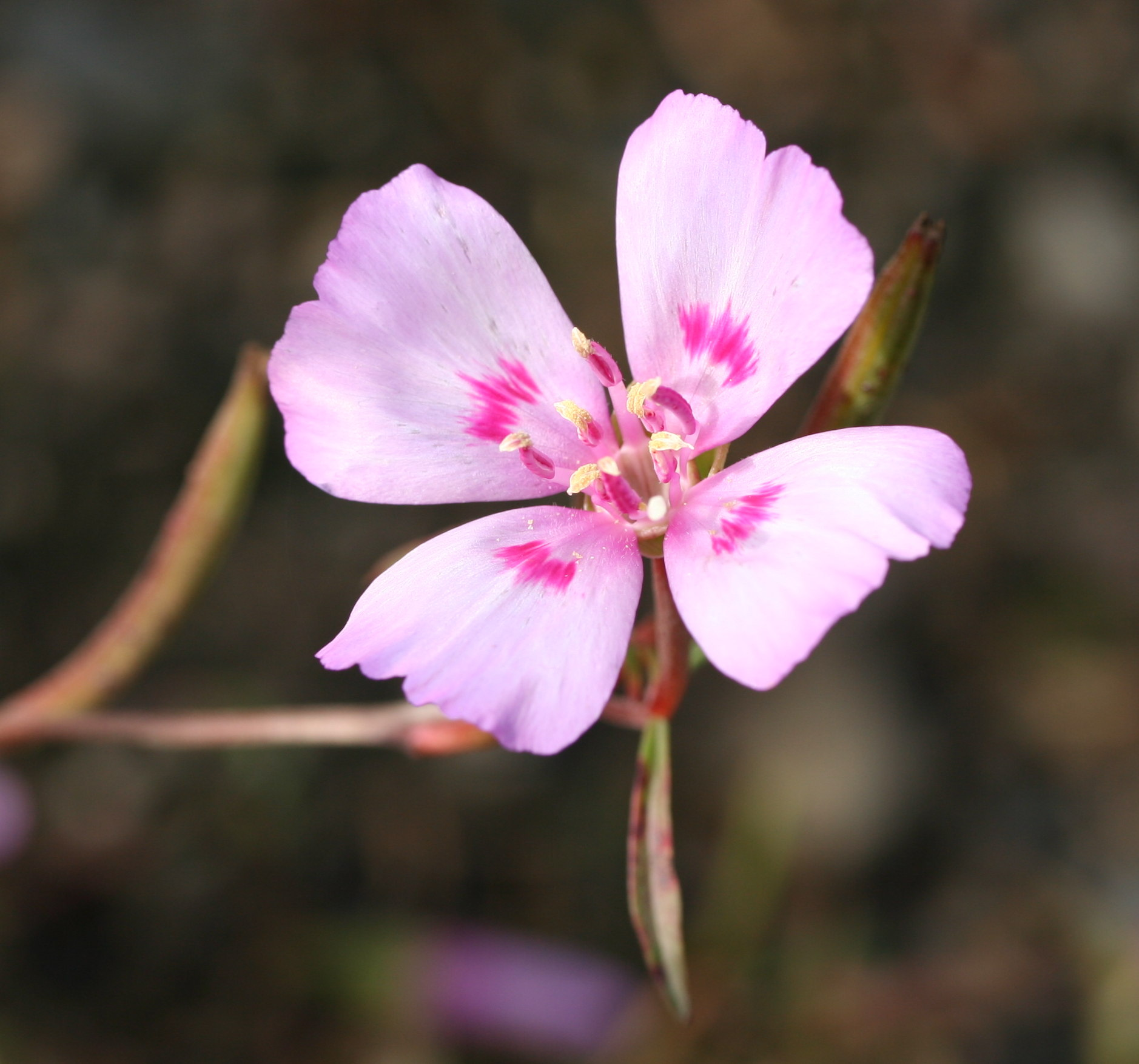
Flor
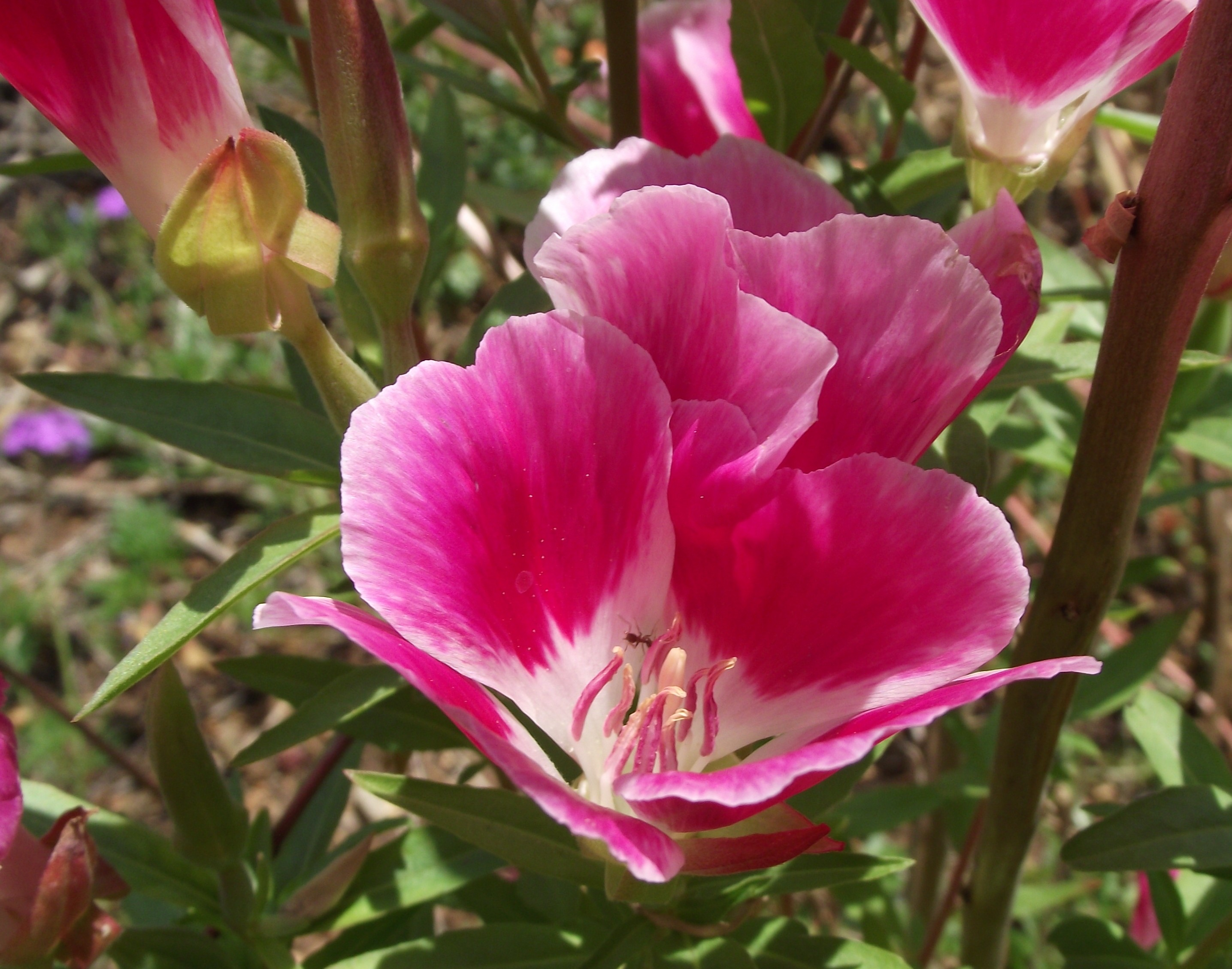
Flor